# San-Nicolao
San-Nicolao (en idioma corso San Niculaiu) es una comuna y población de Francia, en la región de Córcega, departamento de Alta Córcega.
Su población en el censo de 1999 era de 1.316 habitantes.

## Demografía
| 573 | 682 | 731 | 867 | 1 061 | 1 316 |
| Para los censos de 1962 a 1999 la población legal corresponde a la población sin duplicidades (Fuente: INSEE [Consultar]) |     |     |     |       |       |